# Gloeodontia discolor
Gloeodontia discolor är en svampart som först beskrevs av Berk. & M.A. Curtis, och fick sitt nu gällande namn av Boidin 1966. Gloeodontia discolor ingår i släktet Gloeodontia och familjen Stereaceae.   Inga underarter finns listade i Catalogue of Life.